# 목성의 대기

2005년에 찍은 목성 구름의 사진과 설명

목성의 대기는 태양계에서 가장 큰 행성 대기이다. 짙은 빛깔을 띠고 있으며, 대부분이 수소 분자와 헬륨으로 이루어졌다. 메탄, 암모니아, 황화 수소, 물과 같은 다른 화합물도 적은 양으로 존재한다. 물이 대기에 깊숙이 상주해 있을 것으로 여겨지지만 직접적으로 측정된 농도는 매우 적은 수준이다. 목성 대기의 산소, 질소, 황, 비활성 기체 성분비는 태양의 세배를 넘는다. 대기층의 두께는 약 3,000km 정도이며 내부에서 방출되는 열과 빠른 자전 운동으로 인해 아주 복잡한 운동을 한다.
구름층의 두께는 약 150km정도로 추정되며 풍속이 초당 180m 이상인 제트기류가 형성된다.또 '대적점' 이라는게 있는데 대적점은 지구의 몇배에 달하는 크기이며 거대한 태풍이다.
목성의 대기에는 두 개의 짙은 띠가 있었으나 2010년 5월 관측 결과 남쪽의 띠 하나가 사라진 상태로 확인되었다. 정확한 원인은 아직 밝혀지지 않았다.

## 같이 보기
- 목성